# Тарказы (приток Ика)
Тарказы — река в России, протекает в Республике Башкортостан. Устье реки находится в 498 км по правому берегу реки Ик. Длина реки составляет 34 км, площадь водосборного бассейна 265 км².

## Данные водного реестра
По данным государственного водного реестра России относится к Камскому бассейновому округу, водохозяйственный участок реки — Ик от истока и до устья, речной подбассейн реки — бассейны притоков Камы до впадения Белой. Речной бассейн реки — Кама.
Код объекта в государственном водном реестре — 10010101312111100027797.